# Oldřich Žák
Oldřich Žák (3. listopadu 1900 Praha – 21. prosince 1983 Železný Brod) byl sklářský výtvarník, ciselér, šperkař a pedagog Střední uměleckoprůmyslové školy sklářské v Železném Brodě

## Život
Oldřich Žák vyrůstal v uměleckém prostředí - v jeho příbuzenstvu byl akademický malíř, sochař a herec, otec amatérsky maloval. V letech 1914-1917 absolvoval Pokračovací školu pro klenotníky, zlatníky a stříbrníky, rytce kovů a pasíře v Praze a poté studoval na Uměleckoprůmyslové škole u Jaroslava Horejce a Emanuela Nováka. Po absolvování školy roku 1922 navštívil Spojené státy. V letech 1923-1924 učil kreslení na Živnostenské škole v Praze. Navrhoval ozdobné předměty pro Artěl a uspěl v několika soutěžích. Na mezinárodní výstavě dekorativních umění v Paříži roku 1925 byl oceněn diplomem a v témže roce se zúčastnil konkursu na místo pedagoga vyhlášeného Pojizerským ústavem v Železném Brodě. Ředitel tamní Uměleckoprůmyslové sklářské školy Alois Metelák mu nabídl místo výpomocného učitele a vedoucího pasířského oddělení a od roku 1926 místo vedoucího oddělení pro práci se skleněnými perličkami. V září 1927 byl Ministerstvem školství a národní osvěty jmenován řádným profesorem. Zprvu vyučoval obory skleněná a kovová bižuterie.
Ve funkci profesora železnobrodské sklářské školy působil až do r. 1961. Byl jedním z nejbližších spolupracovníků ředitele školy Aloise Meteláka a postavil se za něj, když byl po komunistickém převratu roku 1948 odvolán. Patřil k tvůrcům nového pojetí užitkového a uměleckého skla. Na škole zavedl v roce 1931 obor klasická mozaika, později vedl oddělení rytí sklářských forem. Ze školy odešel do penze roku 1961, ale dále spolupracoval s mozaikářskou dílnou n.p. Železnobrodské sklo, kterou vedla jeho bývalá žákyně Marie Vrabcová. Zemřel v Železném Brodě 21. prosince 1983 ve věku 83 let.

### Ocenění
- 1925 diplom, Mezinárodní výstava dekorativních umění, Paříž

## Dílo
Oldřich Žák byl kreslíř, malíř, sochař a cizelér se smyslem pro monumentální i miniaturní formu. Patřil k umělecké avantgardě 20. let a v Železném Brodě se zapojil do činnosti místní odbočky Svazu čs. díla. Kromě toho navázal spolupráci s místním ochotnickým loutkovým divadlem, pro které navrhoval scény, plakáty a pozvánky. Jako režisér zde do 60. let uvedl více než sto divadelních her.
Ve sklářské škole se věnoval kovovému a skleněnému šperku a pro své studenty vytvářel originální návrhy, které později rozšířil o vypalovaný barevný smalt a práci s netradičními matariály. Využíval kozákovské polodrahokamy a věnoval se miniaturní skleněné mozaice. Některé jeho návrhy byly již v době svého vzniku nadčasové. Ke slavnostnímu otevření školy roku 1926 vytvořil v kůži vázanou kroniku, zdobenou tepaným kovovým reliéfem a skleněnými kameny. Pro výstavu k 10. výročí vzniku Československa vytvořil sérii tepaných reliéfů, znázorňujících umělecké obory a lidské činnosti. Jeho tepané reliéfy, zástěny a jiné kovové prvky byly určeny pro několik domů v Železném Brodě. Dvojice tepaných reliéfů s postavami z antické mytologie zdobila také dům č.p. 484
Ve druhé polovině 20. let navrhoval náhrdelníky, náramky a taštičky z navlékaných skleněných perel, reliéfní brože a maloval figurální výjevy na matované skleněné destičky. Roku 1930 vytvořil ražené medaile a vícedílnou stěnu s figurálními motivy z pískovaného skla pro Jubilejní výstavu skla a bižuterie v Železném Brodě. Oldřich Žák zavedl ve škole obor mozaika a byl autorem mozaiky s tématem Sklářství pro novou budovu Městské spořitelny a mozaiky Sklář pro železnobrodskou uměleckoprůmyslovou školu. Obě mozaiky provedla firma arch. Jana Tumpacha v Praze-Záběhlicích s využitím skla vyvinutého ing. Michalem Ajvazem.
Od třicátých až do padesátých let pracoval na výzdobě kostela Sv. Jakuba Většího v Železném Brodě (kříž, Kalvárie, mešní kalich, liturgické předměty, závěsné mozaikové obrazy Krista a sv. Václava, ad.). Oltář Božího hrobu a Věčné světlo patří k vrcholům jeho tvorby. Z jeho dalších církevních zakázek jsou významná svítidla pro chrám v Hořicích a stříbrný relikviář pro československou kapli v Jeruzalémě. Vytvořil poháry ze stříbra a skla pro vítěze sportovních soutěží a navrhl ryté a broušené skleněné vázy (Váza průkopníků, 1931, rytý pohár s automobilovými závody, 1932). Navrhoval také vzory luxusního lisovaného skla (uměleckou krystalerii) pro jabloneckou firmu Curt Schlevogt a železnobrodské firmy František Halama a Rudolf Hloušek.
Roku 1937 se Oldřich Žák stal vedoucím výtvarníkem oddělení kovových raznic, pro které se řediteli Metelákovi podařilo získat z Paříže jako dílenského učitele rytce kovů Viktora Kirchnera. Z jejich spolupráce pocházejí skleněné plakety s portréty T.G. Masaryka a E. Beneše nebo plaketa k úmrtí TGM. Roku 1940 společně vytvořili unikátní kříž se 14 Zastaveními křížové cesty vyrobenými z lisovaného skla a montovanými ve stříbře. Od konce 30. let vznikaly podle jeho návrhů v dívčím oddělení školy spony, brože a náramky s miniaturními obrázky a místní zlatníci otec a syn Ježkové realizovali jím navržené mozaikové šperky ze skla a polodrahokamů ve stříbře.
O Žákově schopnosti citlivě propojit řemeslné mistrovství rytce kovů a tvůrce lisařské formy s vlastní představou sklářského výtvarníka svědčí jeho skleněné lisované reliéfní plakety (Plaketa k 25. výročí založení školy, 1945). Roku 1946 vytvořil skleněnou stěnu se symboly severočeského průmyslu a zemědělství pro výstavu v Liberci. Po odchodu do penze v roce 1961 dál navrhoval menší mozaiky s portréty populárních spisovatelů, básníků a politiků a vytvořil i řadu rozměrných mozaik pro veřejné budovy.

### Realizace
- Figurální mozaiky, Železný Brod (škola, spořitelna, kostel sv. Jakuba)
- Reliéfy se sklářskými motivy ze skla a leptané mědi, Městské muzeum Železný Brod[1]

### Zastoupení ve sbírkách (výběr)
- Moravská galerie v Brně[21]
- Městské muzeum, Železný Brod
- Muzeum skla a bižuterie v Jablonci nad Nisou
- Severočeské muzeum Liberec

### Výstavy (výběr)
- 1926 III. výstava uměleckého průmyslu československého, Uměleckoprůmyslové museum, Praha
- 1928 Výstava soudobé kultury v Brně, Obchodně - průmyslový palác, Brno
- 1931 Státní odborná škola sklářská pro průmysl sklářský v Železném Brodě, Výstaviště, Brno
- 1935 Padesát let výtvarné práce (Architektura, byt, užité umění 1885-1935), Uměleckoprůmyslové museum, Praha
- 1940 Za novou architekturu, Uměleckoprůmyslové museum, Praha
- 1961 III. celostátní výstava bižutérie, Muzeum skla a bižuterie v Jablonci nad Nisou
- 1968 Jablonec 68: Mezinárodní výstava bižuterie, Výstaviště, Jablonec nad Nisou
- 1998/1999 České art deco 1918–1938, Obecní dům, Praha, Místodržitelský palác, Brno, Setagaya Art Museum, Tokio

### Souborné publikace
- František Xaver Jiřík, České sklo, Uměleckoprůmyslové museum Praha 1934
- Prokop Toman, Nový slovník československých výtvarných umělců, II. díl; L - Ž, 1993
- Jana Horneková et al., Czech Art 1890-1930, 271 s., Setagaya Art Museum, Tokyo 1999
- Antonín Langhamer, Legenda o českém skle / The Legend of Bohemian Glass / Legende vom böhmischen Glas, 292 s., TIGRIS spol. s r. o., Prštné, Zlín 1999, ISBN 80-86062-02-3
- Sylva Petrová, České sklo, 283 s., Gallery, spol. s r.o. (Jaroslav Kořán), Praha 2001, ISBN 80-86010-44-9
- Milan Knížák, Encyklopedie výtvarníků loutkového divadla v českých zemích a na Slovensku 1 od vystopovatelné minulosti do roku 1950, M-Z, Nucleus HK, Hradec Králové 2005, ISBN 80-86225-87-9
- Anděla Horová (ed.), Nová encyklopedie českého výtvarného umění - dodatky, 988 s., Academia, nakladatelství Akademie věd České republiky 2006, ISBN 80-200-1209-5
- Alena Malá (ed.), Slovník českých a slovenských výtvarných umělců (XXI. W - Ž), Výtvarné centrum Chagall, Ostrava 2010, s. 330, ISBN 978-80-86171-35-7
- 100% Sklo, text Antonín Langhamer, Milan Hlaveš, UPM v Praze, SUPŠS Železný Brod 2010, ISBN 978-80-7101-086-9

### Články
- Antonín Langhamer, Minulost a přítomnost skleněné mozaiky v Čechách, Sklář a keramik, roč. 53, č. 4–5, 2003, s. 72–78
- Antonín Langhamer, Jubilující sklářská škola v Železném Brodě I, Keramika a sklo 3, 2005, s. 26-28
- Antonín Laghamer, Ohlédnutí za českou skleněnou mozaikou, Keramika a sklo 6, 2005, s. 21
- Antonín Langhamer, Učitel, cizelér, mozaikář a šperkař Oldřich Žák, Sklář a keramik č. 11-12, 2015, s. 295-297